# Prosopocera alboguttata
Prosopocera alboguttata es una especie de escarabajo longicornio del género Prosopocera, categorizada en la tribu Prosopocerini, de la subfamilia Lamiinae. Fue descrita por Aurivillius en 1910.

## Descripción
Mide 12-13 mm de longitud.

## Distribución
Se distribuye por Camerún, Gabón, Guinea Ecuatorial, Uganda y República Democrática del Congo.